# Могилёвка (Черновицкая область)
Могилёвка (укр. Могилівка) — село в Герцаевской городской общине Черновицкого района Черновицкой области Украины.
Население по переписи 2001 года составляло 685 человек. Почтовый индекс — 60512. Телефонный код — 3740. Код КОАТУУ — 7320783003.

## История
В 1946 г. Указом ПВС УССР село Мовила переименовано в Могилёвку.
До 2020 года входило в Герцаевский район